# Jillion Potter
Jillion Potter (5 de julho de 1986) é uma jogadora de rugby sevens estadunidense.

## Carreira
Jillion Potter integrou o elenco da Seleção Estadunidense Feminina de Rugbi de Sevens, na Rio 2016, que foi 5º colocada.